# Stanko Marević
Stanko Marević - Prpić (Kula Norinska, kraj Metkovića, 13. svibnja 1922. — okolina Metkovića, 25. svibnja 1944.) bio je sudionik Narodnooslobodilačke borbe i narodni heroj Jugoslavije.

## Životopis
Rođen je 13. svibnja 1922. godine u Kuli Norinskoj kraj Metkovića, u siromašnoj seljačkoj obitelji.
Kao radnik na izgradnji pruge Metković–Ploče, sudjelovao je u štrajkovima 1938. godine. Ubrzo je postao član Saveza komunističke omladine Jugoslavije.
Sudionik Narodnooslobodilačke borbe je od 1941. godine. Tada je postao i član Komunističke partije Jugoslavije. Ustaše su ga uhitili, ali je u svibnju 1942. godine pobjegao iz zatvora i priključio se borcima Prve neretvanske partizanske čete. Krajem rujna 1942. ušao je u sastav Prve proleterske brigade. 
Početkom 1943. godine, po zadatku KPJ formirao je Drugu neretvansku četu. Četa je u kolovozu prerasla u bojnu, a Stanko je postavljen za zapovjednika. Nakon kapitulacije Italije formiran je Neretvanski partizanski odred, a Stanko je postavljen za zapovjednika odreda. Pod pritiskom njemačkih snaga, polovinom studenog, glavnina odreda prebacila se na otok Hvar i ušla u sastav Jedanaeste dalmatinske brigade. Stanko je ostao na Biokovu i ubrzo formirao novi Neretvanski odred.
Početkom 1944. godine, njegov odred nanosio je mnogo štete njemačkim snagama oko Neretve. Zbog toga su od 23. do 26. svibnja pokrenuli ofenzivu protiv Neretvanskog odreda s ciljem da ga unište. Postoje dvije verzije njegove smrti: prema prvoj, 25. svibnja poginuo je u borbama protiv Nijemaca tijekom ofenzive, a prema drugoj ga je ubio partizan Mateljak iz Staševice, iz čina osvete.
Ukazom Prezidija Narodne skupštine Federativne Narodne Republike Jugoslavije, 20. prosinca 1951. godine, proglašen je za narodnog heroja.

## Vanjske poveznice
- NERETVA I ANTIFAŠISTIČKA BORBA - ŽRTVE NACISTA, FAŠISTA, I USTAŠA I ČETNIKA 1.dio, preuzeto 23. studenog 2013.